# Blå
Blå är en av de traditionella spektralfärgerna och karakteriseras av kort våglängd. Det blåa färgområdet omfattar en mängd olika nyanser. I det standardiserade färgbeteckningssystemet NCS är blå en av sex elementarfärger och har beteckningen B. I RGB-systemet för additiv färgblandning är blå (B) en av de tre primärfärgerna. Blått är färgen hos himmel och vatten men är för övrigt ovanligt i naturen. I västerländsk symbolik representerar blått ofta tro och trofasthet, och i svensk politik står blått för borgerlighet.

## Definition
Färgordet blå har ingen entydig betydelse utan definieras olika inom olika vetenskapsgrenar och även av olika forskare inom samma vetenskapsgren. Arne Valberg, professor i biofysik, menar att färger är uppenbara fakta (sinnesdata) som inte kan förnekas, men att de, liksom andra kvalitativa upplevelser inte har några fysiska motsvarigheter.  C.L. Hardin, professor i filosofi skiljer på motsvarande sätt mellan fysikalisk färg och uppfattad färg, och menar att vardagsspråkets färgord bör reserveras för färger så som vi ser dem.
I denna artikel används olika definitioner i olika avsnitt. I de flesta fall framgår det av sammanhanget vilken definition som används; annars anges det i respektive avsnitt.

### Definition utifrån språkbruk
Ett sätt att definiera ordet blå utgår från hur ordet används i svenska språket. I detta fall är blå ett färgområde, inte en specifik färg. Ordet blå används för en mängd olika färger med sinsemellan mycket olika karaktär, från ljusblå till mörkblå, från gråblå till knallblå och från grönaktigt blå till blå på gränsen till lila. Färgnamnet blå syftar alltså främst på kulörtonen oavsett om färgen är ljus eller mörk, gråaktig eller intensiv, och täcker därmed in en betydligt större del av färgvärlden än färgnamnen röd eller gul.. Motsvarade gäller för de allra flesta andra språk. Gränserna mellan de färgområden som benämns med respektive färgord är flytande, varierar med situationen och individen och kan förändras över tiden.

### Definition utifrån våglängd hos monokromatiskt ljus
| Ett sätt att dela upp färgspektrum | Ett sätt att dela upp färgspektrum                                                                                      | Ett sätt att dela upp färgspektrum                                                                                      | Ett sätt att dela upp färgspektrum                                                                                      |
| ---------------------------------- | --- | --- | --- |
|                                    | | | |
|                                    | | | |
|                                    | Färg | Våglängd (nm) | Frekvens (THz) |
|                                    | Röd | 625–740 | 480–405 |
|                                    | Orange | 590–625 | 508–480 |
|                                    | Gul | 565–590 | 531–508 |
|                                    | Grön | 520–565 | 577–531 |
|                                    | Cyan * | 500–520 | 600–577 |
|                                    | Blå * | 435–500 | 690–600 |
|                                    | Violett | 380–435 | 789–690 |
|                                    | | | |
| *                                  | Newtons sjudelade spektrum inkluderade ”blått” och ”indigo”, som kan ha motsvarat ”cyan” respektive ”blått” i tabellen. | Newtons sjudelade spektrum inkluderade ”blått” och ”indigo”, som kan ha motsvarat ”cyan” respektive ”blått” i tabellen. | Newtons sjudelade spektrum inkluderade ”blått” och ”indigo”, som kan ha motsvarat ”cyan” respektive ”blått” i tabellen. |

En annan definition utgår från vilka strålningsvåglängder av monokromatiskt ljus som får människor att se blåa färger i de mycket speciella situationer där man bara ser en våglängd i taget. Även här handlar det om ett färgområde som inte har någon exakt avgränsning. Spektrum utgörs av en kontinuerlig övergång mellan olika våglängder, och det finns inget allmänt vedertaget sätt att dela in det i olika färger. Ett av många förslag till indelning visas i boxen härintill, som också visar strålningens frekvens uttryckt i terahertz (THz) . Det våglängdsspann som kallas blått varierar mellan olika källor, och kan som mest sträcka sig mellan c:a 425 och 500 nanometer (nm). Den färg som ges av strålning med närmast längre våglängd benämns i olika källor cyan eller grön, och med närmast kortare våglängd indigo eller violett. Vissa nutida källor anger ett spektrum med sju färger där man tagit bort den ursprungliga indigo (mellan blått och violett) och i stället lagt till cyan (mellan blått och grönt). Detta bygger på antagandet att Newtons färg "indigo" skulle motsvara det vi idag kallar blått, medan Newtons "blå" idag skulle kallas blågrön eller cyan.
Ett annat sätt att definiera blått utifrån spektrum är att ange en ungefärlig våglängd som motsvarar en typisk blå. Inte heller här finns någon allmänt vedertagen definition. De våglängder som anges kan variera mellan ungefär 450 och 480 nm, men källorna är noga med att understryka att dessa angivelser endast är ungefärliga och beror på en rad omständigheter.

### Olika definitioner i olika tillämpningar

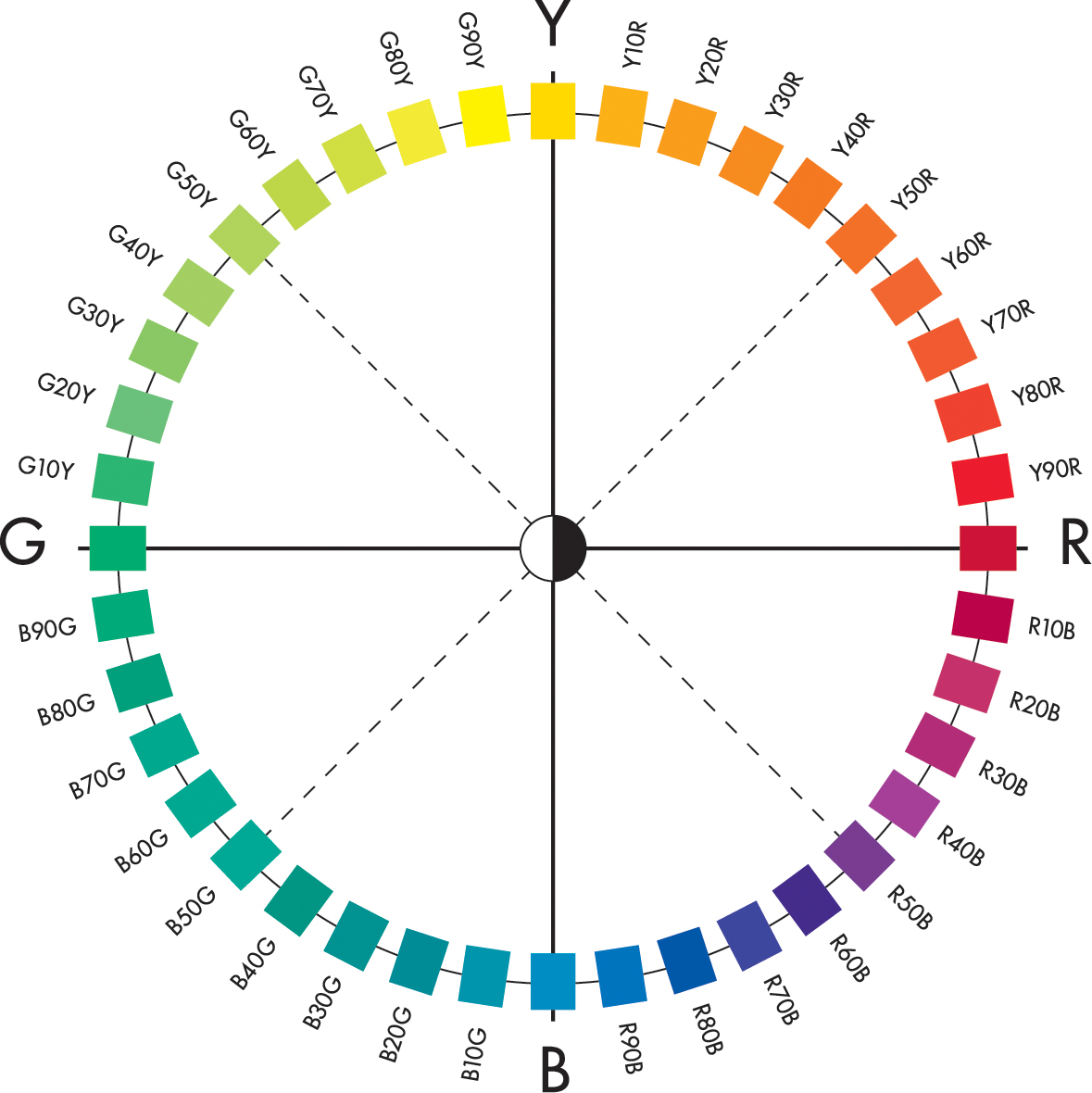
NCS kulörtoncirkel. Den blåa elementarfärgen kallas B.

Färgcirkel som visar maximalfärger i Munsell Book of Color. Den blå grundfärgen kallas 5B

I olika färgbeskrivningsmodeller och tillämpningar finns ett antal färger som utgör just den modellens/tillämpningens utgångspunkt vad gäller "blå". De definieras utifrån olika utgångspunkter och är inte samma blåa färg, och ingen av dem gör anspråk på att vara den enda och sanna blåa - i stället kallas de "den blåa elementarfärgen", "den blåa grundfärgen" etc.
Några exempel:

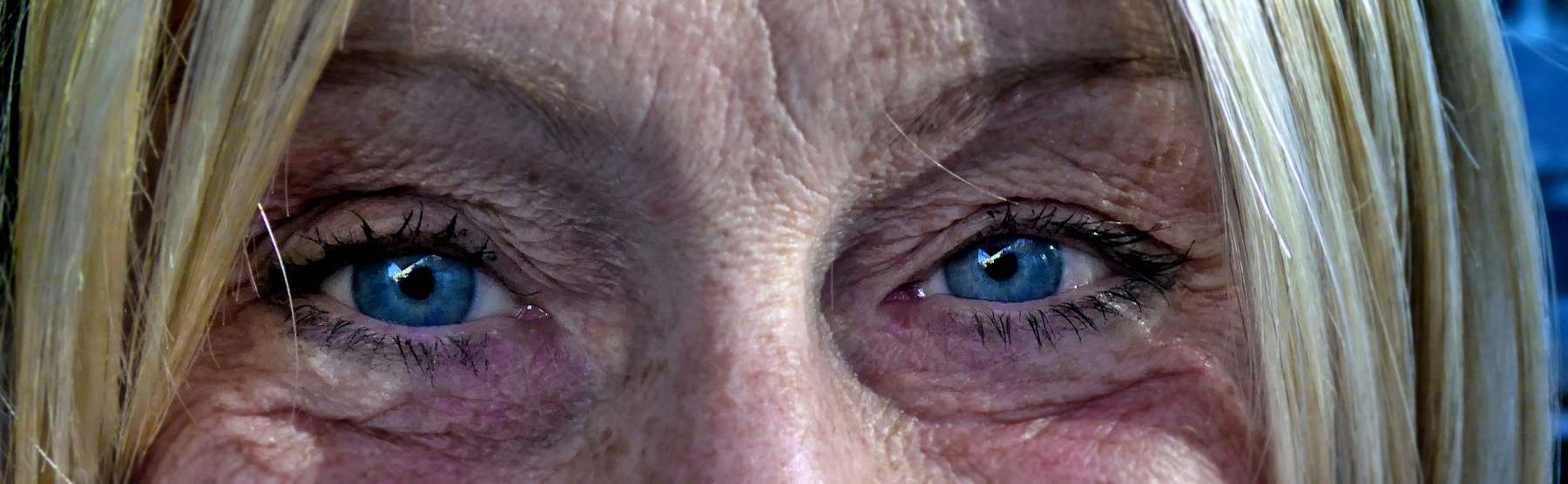
Blå ögon.

- I opponentfärgsteorin, som är den allmänt accepterade teorin om människans färgseende, är blå en av de fyra unika kulörtonerna och karakteriseras att den varken är grönaktig eller rödaktig.  För varje person finns ett smalt våglängdsområde i spektrum som motsvarar personens uppfattning av unikt blått, men vilka våglängder det handlar om varierar från individ till individ. Vilka processer i hjärnan som får oss att se dessa färger som unika är ännu inte klarlagt.
- I det i Sverige standardiserade färgbeteckningssystemet NCS (Natural Colour System) är Blå (B) en av sex elementarfärger och definieras som den färg som inte har någon visuell likhet med gult, rött, grönt, vitt eller svart. Denna definition utgår alltså helt från färgperception. Den blåa elementarfärgen är imaginär i betydelsen att den representerar föreställningen om en ideal färg, och finns inte specificerad i form av färgprov eller fysiska mätvärden.  I NCS färgatlas visas ett antal färgprover som under standardiserade betraktningsförhållanden, och med hopvägning av många observatörers bedömningar, har samma uppfattade kulörton men inte är lika rena som den blåa elementarfärgen. Deras tristimulusvärden och trikromatiska koordinater med hänvisning till CIE finns publicerade i tabellform.
- I det amerikanska färgsystemet Munsell Book of Color är Blue en av fem grundläggande kulörtoner (principal hues), och definieras med kolorimetriska värden. Munsell-systemets blåa grundfärg är betydligt mera grönaktig än NCS-systemets blåa elementarfärg.
- I RGB-systemet för additiv färgblandning är Blå (B) en av de tre primärfärgerna, men exakt vilken blå färg som avses kan variera mellan olika tillämpningar. I den standardiserade RGB-färgrymden sRGB, skapad för användning på bildskärmar och internet, definieras de tre primärfärgerna med hänvisning till CIE:s tristimulusvärden (CIE XYZ). De matematiska formlerna för detta varierar något mellan olika källor.
- Blå är en av de 16 originalfärgerna för HTML 4.01, det system som specificerar och benämner färger för användning på internet. Den motsvarar den blåa primärfärgen i sRGB.  Dess koordinater visas i boxen härintill.

## Blått i naturen
När vårt öga nås av ljus med en våglängd kring 470 nanometer ser vi i normalfallet en blå färg. Strålning med bara en våglängd (monokromatiskt ljus) förekommer dock bara i specialfall, som till exempel regnbågen, och normalt sett är det en blandning av många olika våglängder som får oss att se en blå färg.
Himlens blå färg uppkommer genom att solljuset, som innehåller alla våglängder, sprids i atmosfären. De kortare våglängderna sprids mer än de längre, och vi ser himlen som blå. Detta kallas Rayleigh-spridning. Motsvarande spridning sker även i vatten, men den blå färgen hos sjöar och hav orsakas också av att vattenmolekylerna absorberar långvågig strålning. Detta syns bara när vattendjupet är ganska stort, och kan också ses i tjock is eller djupa gropar i snö.
De blå färgerna i fjäderdräkten hos fåglar orsakas normalt inte av pigment utan är så kallade strukturfärger som orsakas av fjädrarnas uppbyggnad.  Färgerna uppstår genom interferens mellan strålningsvågor som reflekteras eller sprids från ytor som ligger på olika nivåer, mycket nära varandra.
De blå färgerna hos blommor och bär ges av vattenlösliga färgämnen, oftast antocyaniner. De ändrar färg beroende på surhetsgrad och är röda när det är surt och blå när det är basiskt. En undersökning av färger på mark och vegetation i svensk natur har visat att blått endast förekommer hos blommor och att deras färg alltid är mer eller mindre rödaktigt blå.
Blått är ovanligt i berggrunden  och blå mineral som till exempel lapis lazuli eller azurit används till smycken eller som råvara för blå pigment.

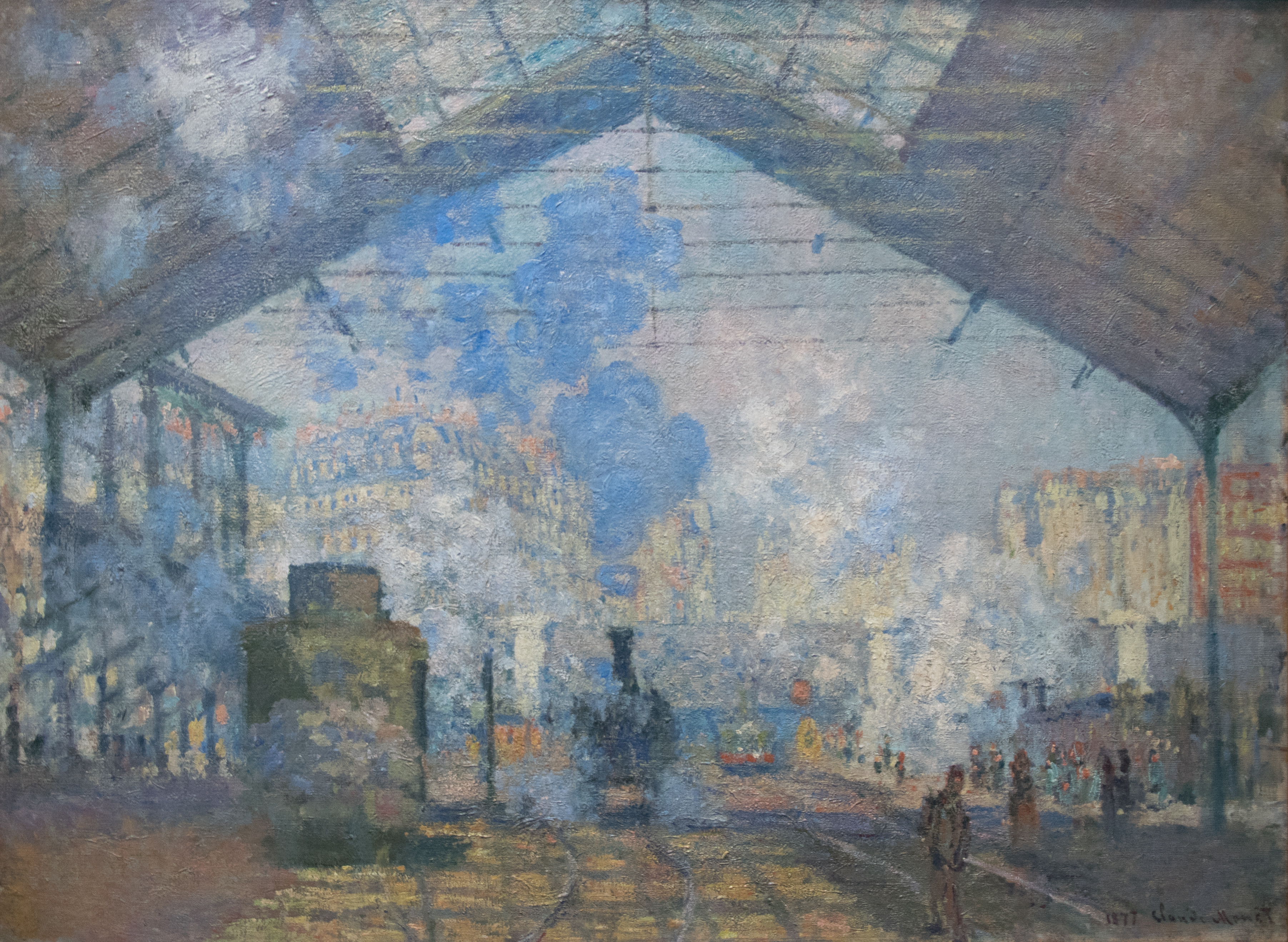
Gare Saint-Lazare målad av Claude Monet 1877, med flera av tidens nya blå pigment: Koboltblått, syntetisk ultramarin och coelinblått

## Blåa pigment och färgämnen
För blåfärgning av textiler har man redan från forntiden använt indigo, som kan utvinnas ur en rad olika växter i olika delar av världen. Genom infärgning av till exempel krita har samma färgämne kunnat användas som pigment i målar- och konstnärsfärg (se färglacker). I slutet av 1800-talet lyckades man tillverka syntetisk indigo, som kom ut på marknaden 1897. Idag har de traditionella växtfärgerna och färglackerna till största delen ersatts av nya syntetiska färgämnen.
Blå pigment för måleri har traditionellt varit ovanliga, eftersom de varit mycket dyrbara. Ultramarin, som sedan 1200-talet framställs av krossad lapis lazuli, har varit så exklusivt att det jämförts med guld. Andra äldre blå pigment har framställts av krossad azurit (bergblått) och av pulvriserat koboltglas (smalt). Under antiken fanns också ett syntetiskt blått kopparpigment kallat egyptiskt blått. Från 1700-talet har man tillverkat nya oorganiska blå pigment. Berlinerblått var det första blå pigment som var någorlunda hållbart till ett överkomligt pris, och blev vanligt i det svenska allmogemåleriet. Koboltblått började framställas industriellt i början av 1800-talet och användes mest inom konstmåleriet. 1828 utarbetades en tillverkningsmetod för syntetiskt ultramarin, som därefter blev mycket populär, bland annat i limfärgstryckta papperstapeter. Kring mitten av 1900-talet utvecklades blå ftalocynaninfärgämnen, som för första gången gav byggnadsmåleriet tillgång till hållbara och starkt kulörta blå färger till rimliga priser. Därefter har blått gradvis börjat användas även för fasader. Ftalocyaninblått är (2010) det enda blåa pigment som normalt ingår i färgtillverkarnas brytsystem.
För blandning av pigment finns flera olika uppsättningar av tre grundfärger eller primärfärger som tillsammans med svart och vitt antogs kunna räcka till för att åstadkomma alla andra färger. Den vanligaste uppsättningen - ett rött, ett gult och ett blått pigment - blev kodifierad kring år 1600.  På 1900-talet skapade konstnären Johannes Itten en färgcirkel byggd på tre sådana pigment och antog att det räckte med dessa tre för att få fram alla tänkbara kulörer. Det fungerar dock inte i praktiken, eftersom blandfärgerna alltid blir mörkare än primärfärgerna.

## Blått i tryckning och digital teknik
I CMYK-systemet för tryckning är blå en sekundärfärg, som åstadkoms genom blandning av primärfärgerna magenta och cyan. CMYK och RGB är anpassade till varandra så att den blåa sekundärfärgen i CMYK åtminstone i teorin motsvarar den blåa primärfärgen i RGB.
Bland X11-färgerna för bildskärmar finns ett flertal färger som i dagligt tal kan kallas blåa. 19 av dem har engelska namn som slutar på "blue". Nedan anges även deras hexadecimala RGB-kod.
|                 | RGB      | RGB         |
| Färgnamn        | Hex      | Decimal     |
| --------------- | -------- | ----------- |
| aliceblue       | f00f80ff | 24002480255 |
| cadetblue       | 5f09e0a0 | 09501580160 |
| powderblue      | b00e00e6 | 17602240230 |
| lightblue       | ad0d80e6 | 17302160230 |
| steelblue       | 460820b4 | 07001300180 |
| lightsteelblue  | b00c40de | 17601960222 |
| skyblue         | 870ce0eb | 13502060235 |
| lightskyblue    | 870ce0fa | 13502060250 |
| deepskyblue     | 000bf0ff | 0001910255  |
| dodgerblue      | 1e0900ff | 03001440255 |
| cornflowerblue  | 640950ed | 10001490237 |
| royalblue       | 410690e1 | 06501050225 |
| blue            | 000000ff | 0000000255  |
| mediumblue      | 000000cd | 0000000205  |
| darkblue        | 0000008b | 0000000139  |
| midnightblue    | 19019070 | 02500250112 |
| darkslateblue   | 4803d08b | 07200610139 |
| slateblue       | 6a05a0cd | 10600900205 |
| mediumslateblue | 7b0680ee | 12301040238 |

## Etymologi
En sammanfattande och gemensam beteckning för blå saknas i de indoeuropeiska språken. Ordet blå användes i svenskan tidigare även för att beteckna färgen svart, med exempel som uttrycket blåman, och eventuellt även i namnet Harald Blåtand. Det engelska ordet blue är ett lånord från franskan och kom in i engelska språket så sent som på 1200-talet.
För språk över hela världen gäller, att när färgord har utvecklats har särskiljningen mellan blått och grönt oftast kommit senare än de ord som anger vitt, svart, rött och gult som unika färger.

## Historik

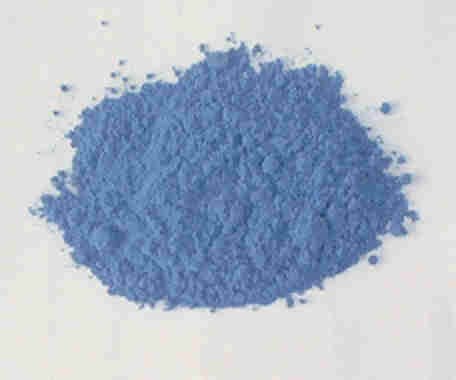
Egyptian blue

### Forntiden och antiken
Blått är en färg som länge har använts av människan för olika ändamål. På 6000-talet f.Kr. omtalas brytningen av lapis lazuli
i Sar-i Sang och andra gruvor i Badakhshan i Afghanistan.
Färgen var populär i Induskulturen, där den återfunnits i artefakter från 7570 f.Kr. och i neolitiska gravar från Kaukasus bort till Mauretanien.  Egyptiskt blått för keramik tillverkades från 2500 f.Kr. och lapis lazuli användes flitigt för dekoration i det Forntida Egypten, där den bland annat återfunnits i Tutankhamuns gravmask från 1300-talet f.Kr. Trots färgens popularitet var blå kläder länge ovanliga på grund av svårigheten att skapa blå färgpigment. 
Antikens greker importerade indigoblå färgmedel från Indien och använde Egyptiskt blått för målning. Antikens greker ansåg att grönt och blått var samma färg och det är därför svårt att avgöra hur ofta dessa färger användes av grekerna: de fyra huvudfärgerna inom grekiskt måleri var dock rött, gult, svart och vitt, och grönt och blått tycks sällan ha använts inom grekisk konst.
För antikens romare var blått en färg som associerades med sorg, men också med barbari, därför att det användes som ansiktsmålning av kelter och germaner som romare ansåg vara barbarer. Romarna använde dock färgen och hade flera namn för olika blå nyanser: caeruleus, caesius, glaucus, cyaneus, lividus, venetus, aerius, ferreus, blavus och azureus. 

### Medeltiden
I medeltidens Europa blev blått en viktig färg från 1100-talet och framåt. Cirka 1130-1140 installerades ett färgat fönster i Klosterkyrkan Saint-Denis som åstadkom ett blått färgspel som symboliserade himlen och den heliga ande. Denna blåfärg blev berömd i det medeltida Europa som "bleu de Saint-Denis", och blåfärgade fönster slog sedan igenom i Europa. 
Under samma sekel utfärdade den katolska kyrkan en begäran att målare i fortsättningen skulle avbilda jungfru Maria i blått, som associerades med helighet, ödmjukhet och dygd, och skulle fästa uppmärksamheten på den heliga jungfrun. Vid samma tid började målare på samma vis avmåla kungligheter i blått för att dra uppmärksamheten till dem, och blått började därför också associeras med kunglighet. 
Under resten av medeltiden blev därför blått en av de mest moderna och exklusiva färgerna. 
De mest populära (och helt könsneutrala) färgerna under 1300-talet var rött, brunt (violett) och blått: ju klarare och intensiv färg, dess mer exklusiv var den, medan billig blåfärg var mattare än den intensiva blå som användes av eliten.En urvattnad form av blå kunde framställas billigt, medan intensivt blå (ultramarin) var mycket dyr och användes av elit och kungligheter för att demonstrera rikedom, privilegier och upphöjda egenskaper.

### Senare tid
Under renässansen var blått en viktig färg inom målarkonsten. Blått blev däremot omodernt som färg för kläder under 1400- och 1500-talen. Vid denna tid blev istället svart  den exklusiva färgen för eliten, och svart åstadkoms genom att färga ett plagg blått många gånger, vilket gjorde att blått sågs som en sämre och billigare form av svart, som vid denna tid var svår och tidsödande att åstadkomma. Vid mitten av 1600-talet började blått återigen användas som färg på modekläder av eliten. 
Färgen blått återkom som modefärg under 1700-talet, då det blev en av rokokons stora modefärger. Rokokon var pastellfärgernas konstart, och ljusblått tillhörde en av de absolut vanligaste och mest populära pastellfärgerna. Blekblått användes flitigt i möbler, konst och kläder för både män och kvinnor. I Frankrike, som nu hade blivit den ledande modenationen, blev modeförebilden Madame de Pompadour (1721–1764), känd för att ofta bära kombinationen rosa och blått i sina kläder.
Under 1800-talets viktorianska tidsperiod blev nästan alla färger utom svart, vitt, brunt och grått definierade som kvinnliga och feminina.
Blått var ett gränsfall, då blått - förutsatt att det var mörkt blått - kom att bli en av få färger en man kunde bära om han ville klä sig i annat än svart. 
Under 1900-talet kom blått att associeras med män och rosa med kvinnor.

## Associationer, symbolisk innebörd och färgens påverkan på människor

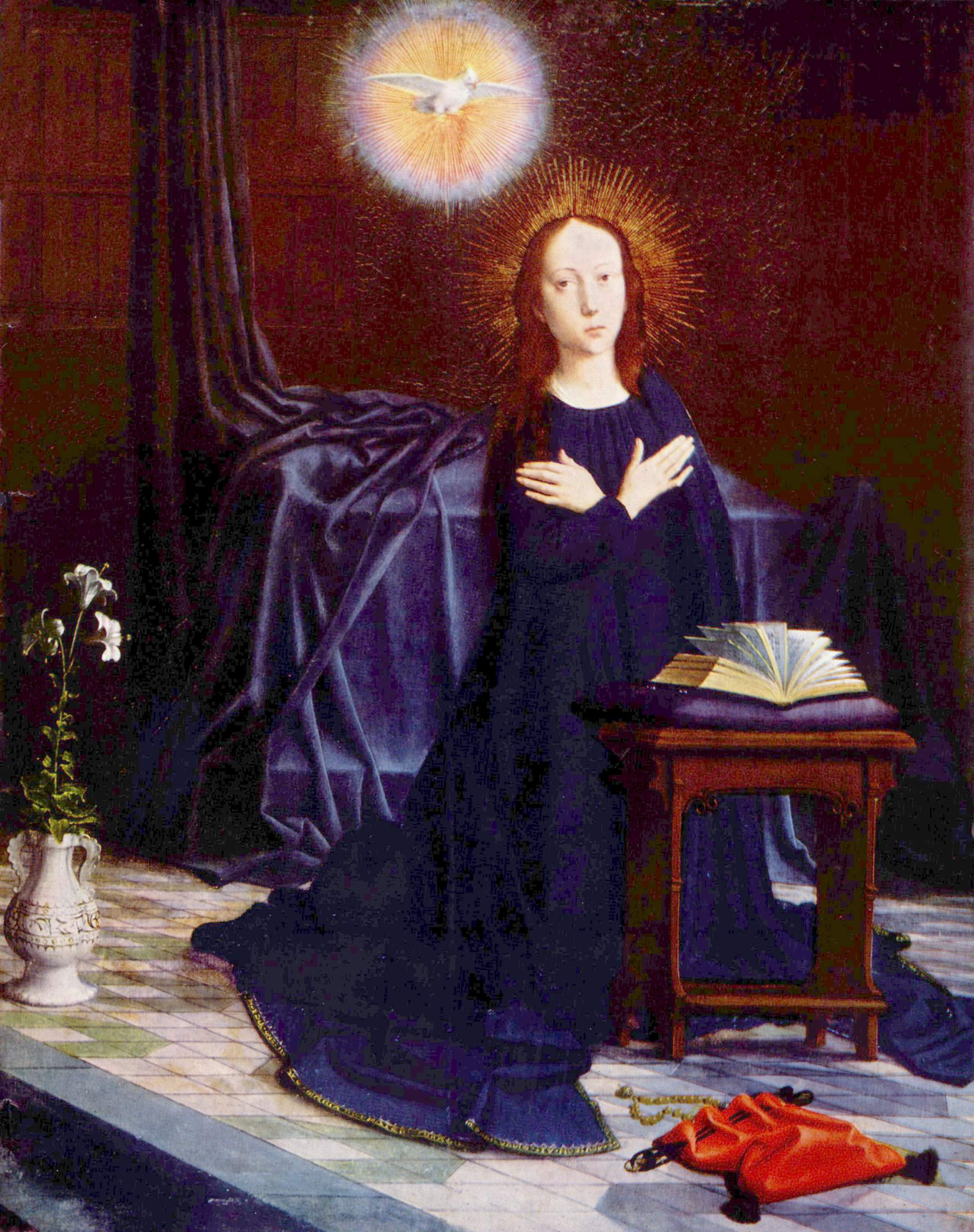
Blått kopplas inom katolicismen samman med Jungfru Maria och hon har ofta avbildats klädd i denna färg.

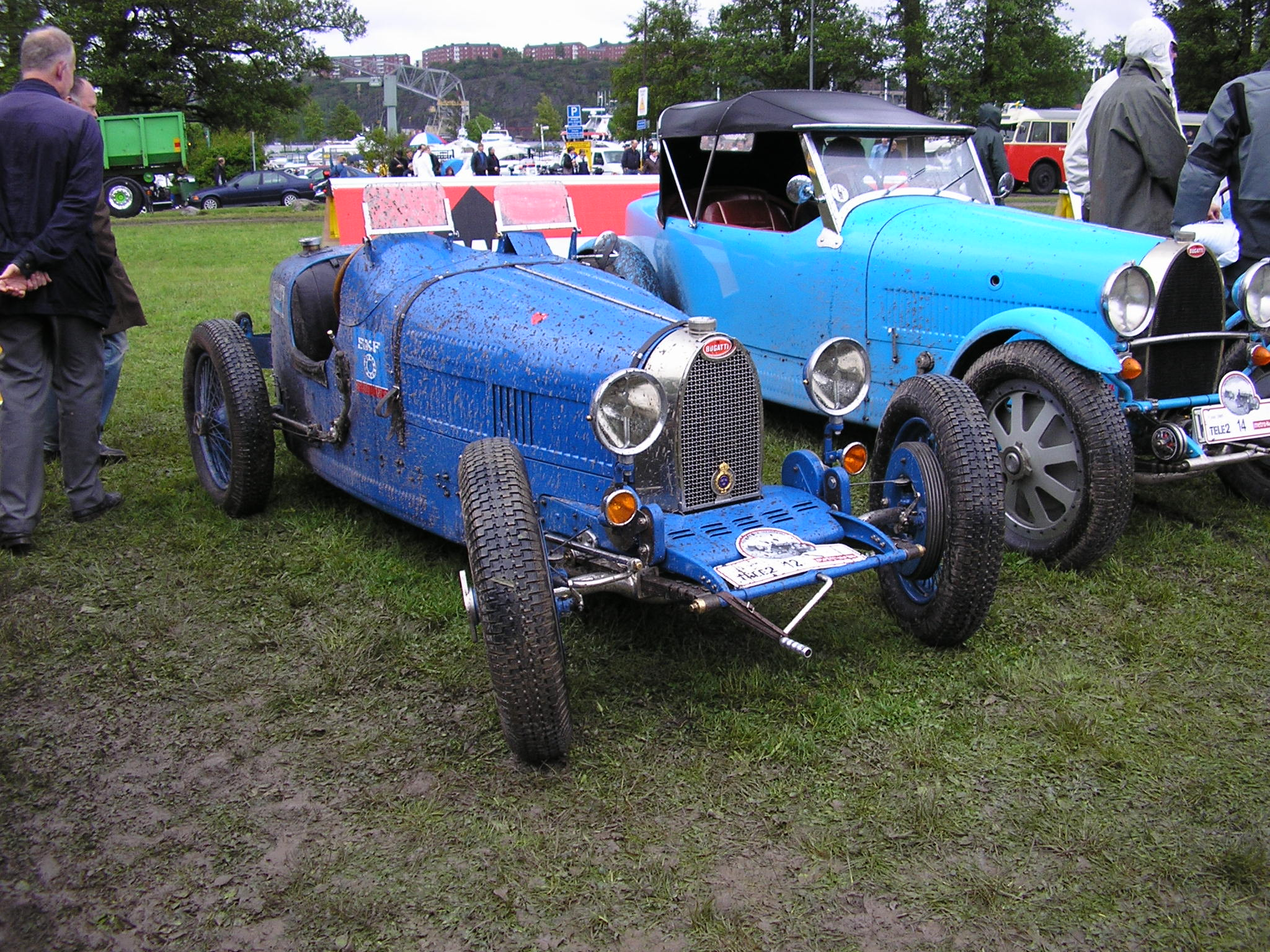
Blått är en nationalfärg för Frankrike och har därför använts på franska tävlingsbilar som Bugatti.

Havet och himlen är blå, och det kan vara anledningen till att färgen blå är förknippad med en mängd associationer, föreställningar och symboliska betydelser. Men även om denna symbolik utgår från allmänmänskliga upplevelser så kan färgens innebörd tolkas mycket olika i olika kulturer, och även i olika sammanhang inom en och samma kultur. Den enskilda personens associationer är dessutom alltid personliga.
När det gäller färgers fysiologiska och psykologiska påverkan på människor finns det stora kunskapsluckor och mycket litet är vetenskapligt belagt Trots detta presenteras omstridda resultat ofta som fakta, och både bland allmänheten och professionella färgsättare florerar mängd myter och faktoider som forskare inom området inte kan bekräfta. Det finns dock samstämmiga forskningsresultat som pekar på att  i jämförelse med gula och röda färger med samma kulörthet (intensitet) så har blå färger på rumsytor har en lugnande effekt. När det gäller ljus visar studier i stället att kortvågigt, alltså blåaktigt, ljus har en uppiggande effekt.
I konstsammanhang brukar blått betraktas som en "kall" färg,  och i Sverige görs den associationen ofta även i vardagslivet. Exempelvis är det vanligt att kranen för kallt vatten markeras med en blå prick. Detta är dock ingenting allmängiltigt. 1970 gjordes en jämförelse av svenskars och grekers associationer till olika färger, och det visade sig att svenskarna i undersökningen betraktade blått som en kall färg men att grekerna inte gjorde det.
Inom den västerländska kulturkretsen symboliserar blått ofta tro i triaden tro, hopp och kärlek. Från medeltiden började Jungfru Maria porträtteras iförd blå klädnad och katolsk religion kopplar samman denna kulör med henne. Inom den protestantiska Svenska kyrkan står blått för trofasthet och för det överjordiska, gudomliga. Den kan vara Kristi eller Marias färg och används ibland i stället för violett.
Inom äldre kinesisk kultur associerades blått med trä av de fem grundläggande elementen, öst av riktningarna och med våren av de fyra årstiderna.
Blått blod är en metafor som syftar på adel och förnäma anor. Enligt en teori kommer uttrycket ursprungligen från spanskans sangre azul och syftar på att ytliga blodkärl syns tydligare ju ljusare huden är, och då ser blåaktiga ut. Den kristna härskarna i 800-talets Spanien hävdade att de var ättlingar till de germanska visigoter som hade erövrat halvön på 400-talet, och att de därför var mer ljushyade än de morer och judar som också bodde där. Uttrycket spreds så småningom över Europa och fick näring av att adeln - oavsett härstamning -  hade blekare hud än bönder och hantverkare eftersom de inte var tvungna att arbeta utomhus. Enligt en annan teori har uttrycket uppkommit i 1100-talets Frankrike, där blått var en kunglig färg och blå kläder var dyrbara och gav hög status.
Flera riddarordnar har blå band (exempelvis svenska Serafimerorden, danska Elefantorden och brittiska Strumpebandsorden) vilket har lett till uttrycket "blå bandet" för en utmärkelse av högsta rang.
I svensk politik representerar blått olika grader av borgerlighet och mörkblått syftar på konservatism. I USA är det tvärtom så att det liberalkonservativa Republikanska partiet brukar symboliseras av rött medan det mera socialliberala Demokratiska partiet associeras med blått.

## Musikens värld
På engelska är ordet för färgen blå "blue" vilket också är synonymt för känslan ledsen eller sentimental. Det har gett namnet på musikgenren blues. På svenska har flera låtar skrivits på temat blå, till exempel Himlen är oskyldigt blå och Blå blå känslor av Ted Gärdestad respektive Tomas Ledin. Den franska melodin L'amour est bleu, på svenska Blå, blå är kärleken, tävlade i Eurovision Song Contest 1967 och kom på fjärde plats.

## Galleri

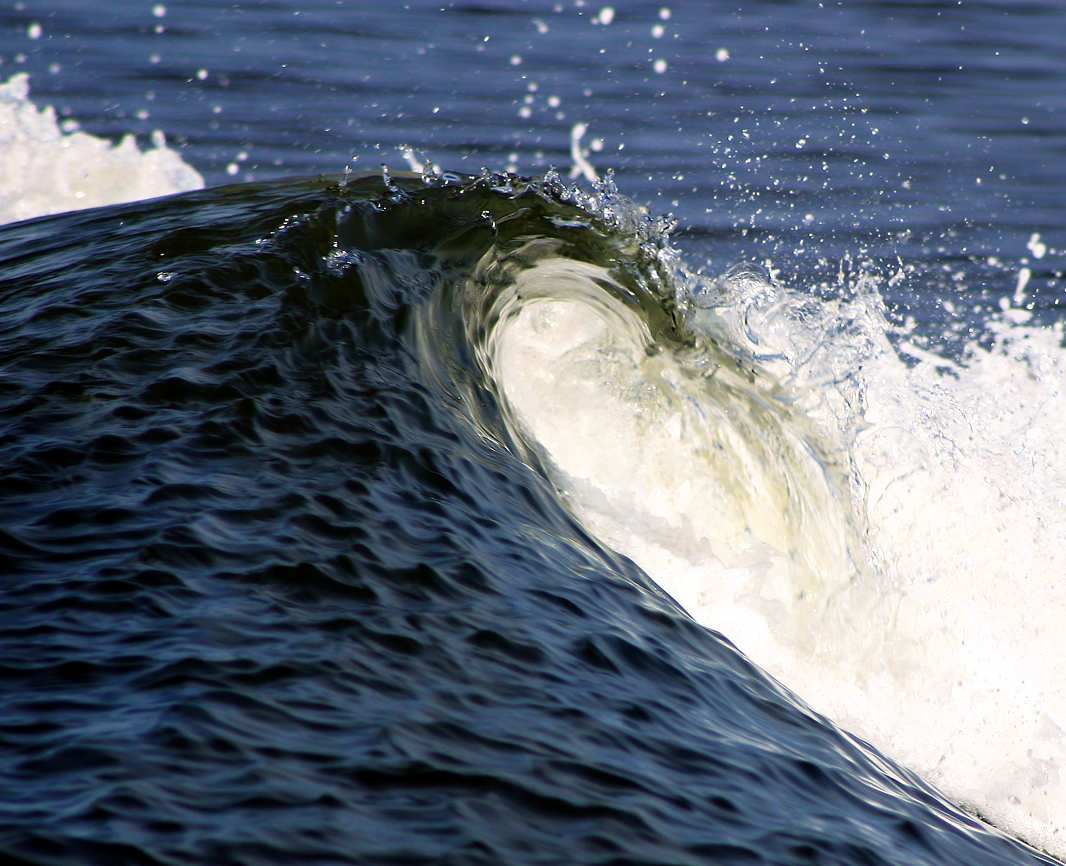
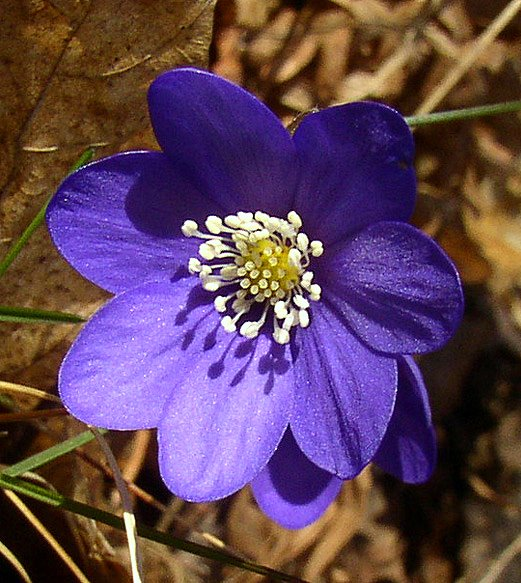
Blåsippa
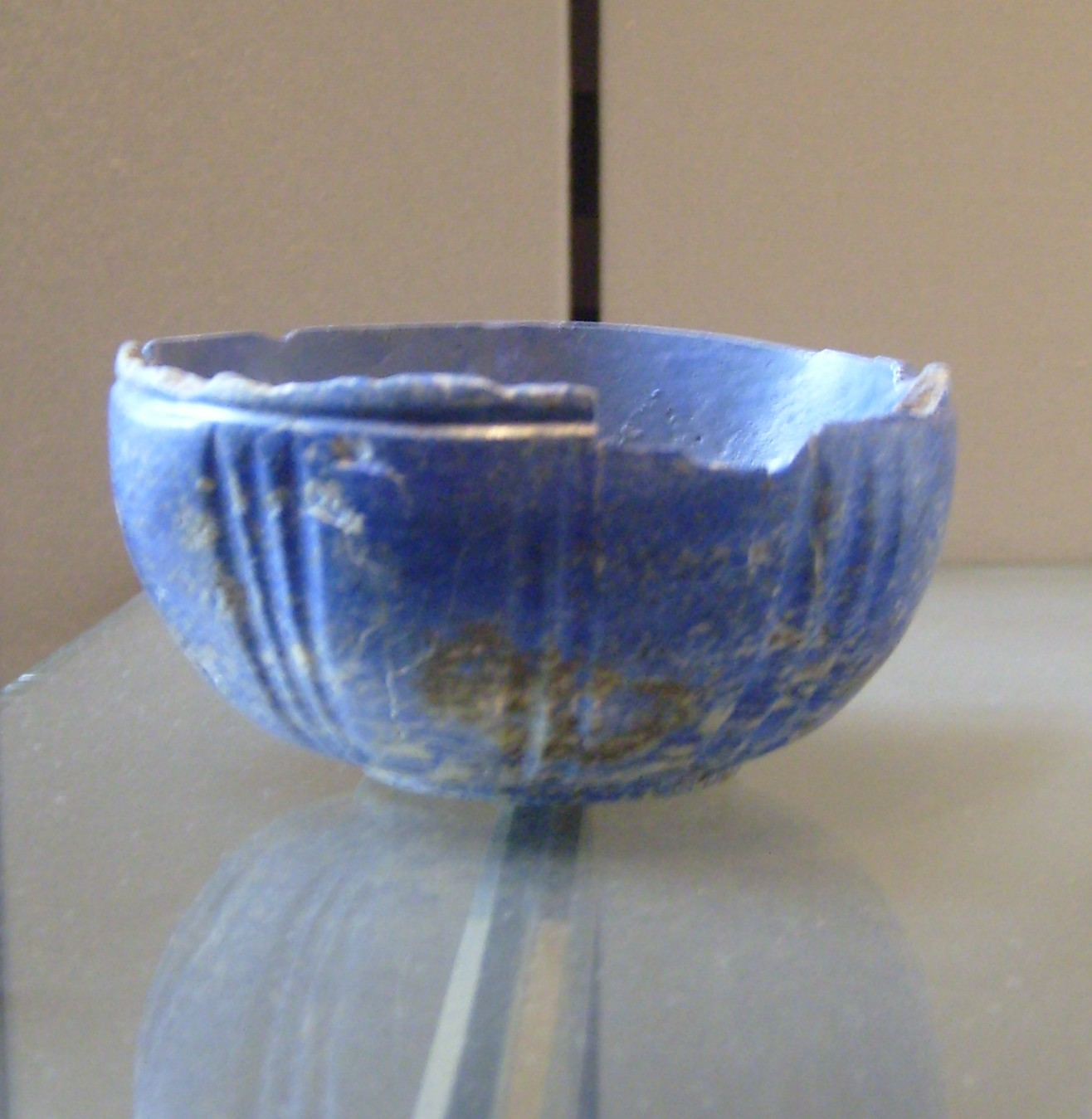
Lapis bowl Iran
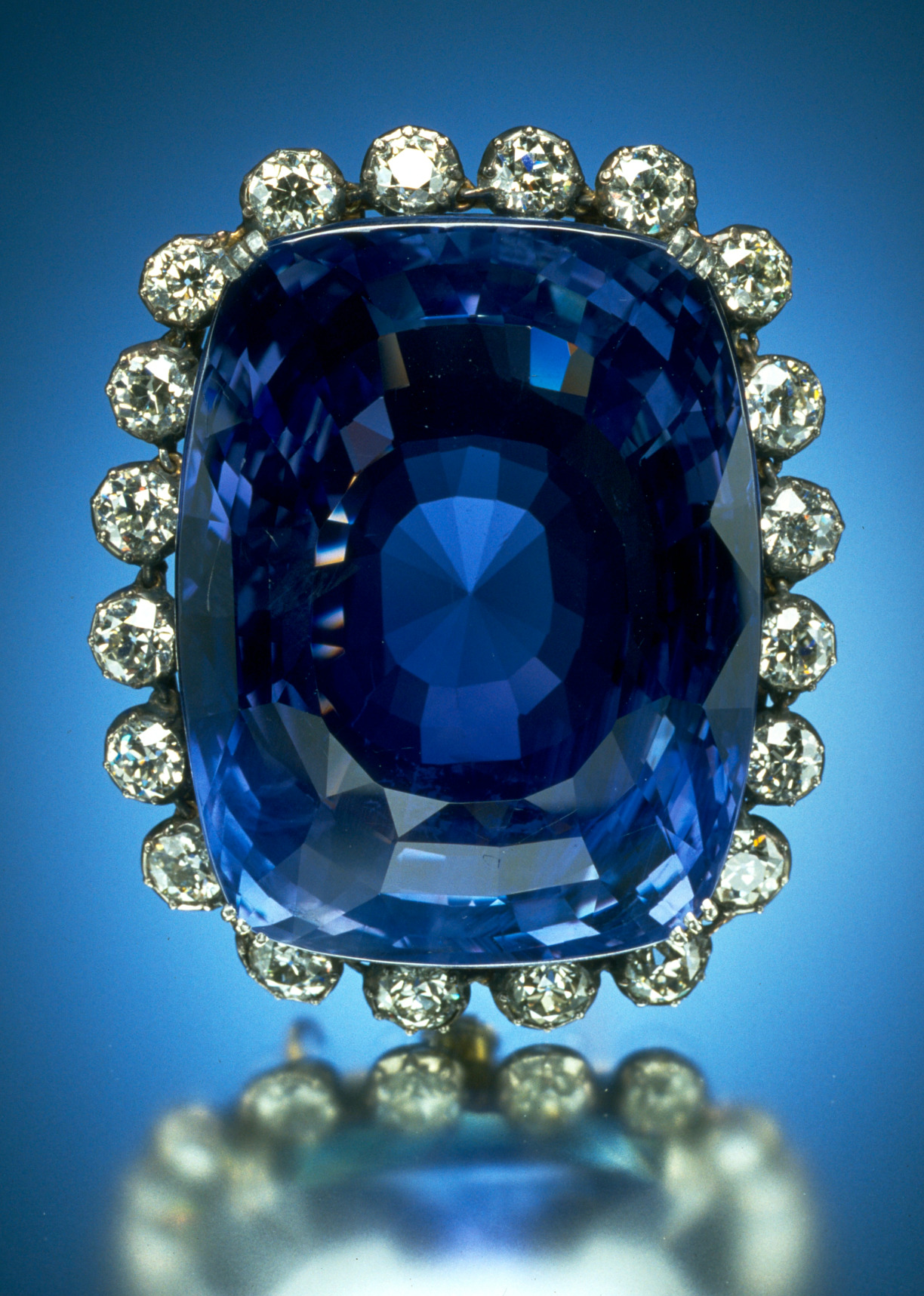
Logan Sapphire SI
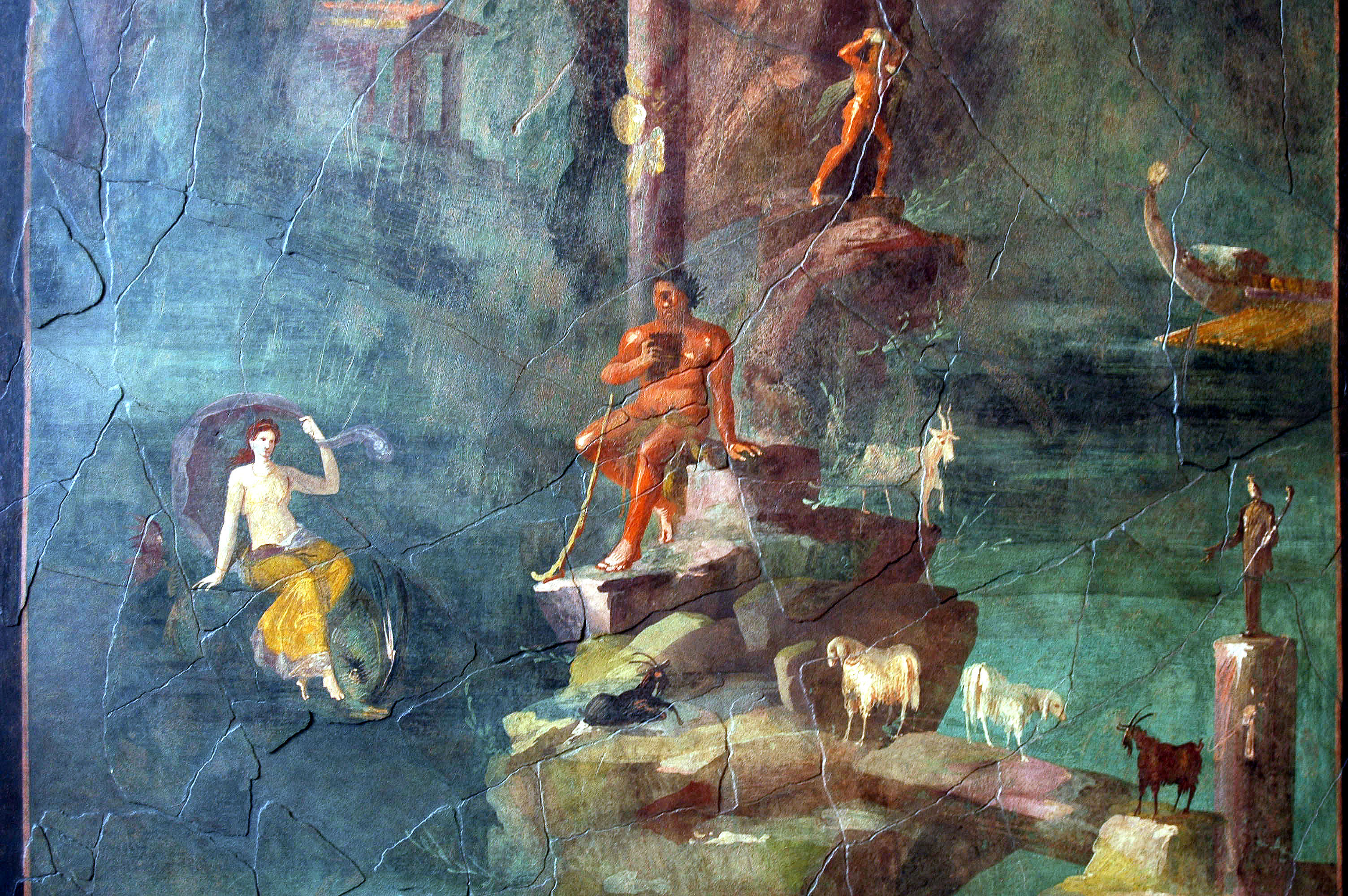
WLA metmuseum Wall painting Polyphemus and Galaltea 4
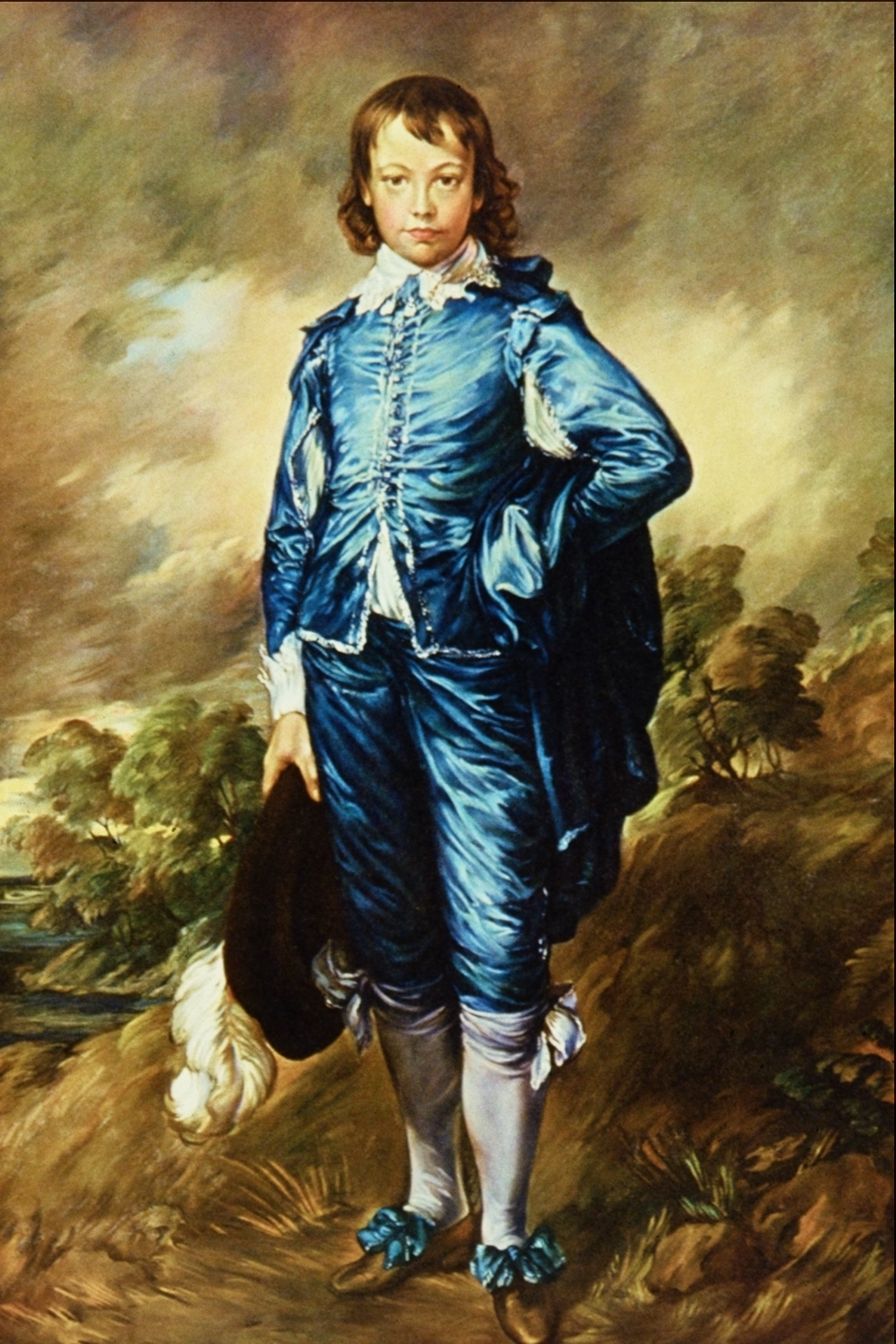
Unknown painter after Thomas Gainsboroughs ‚Blue Boy‘
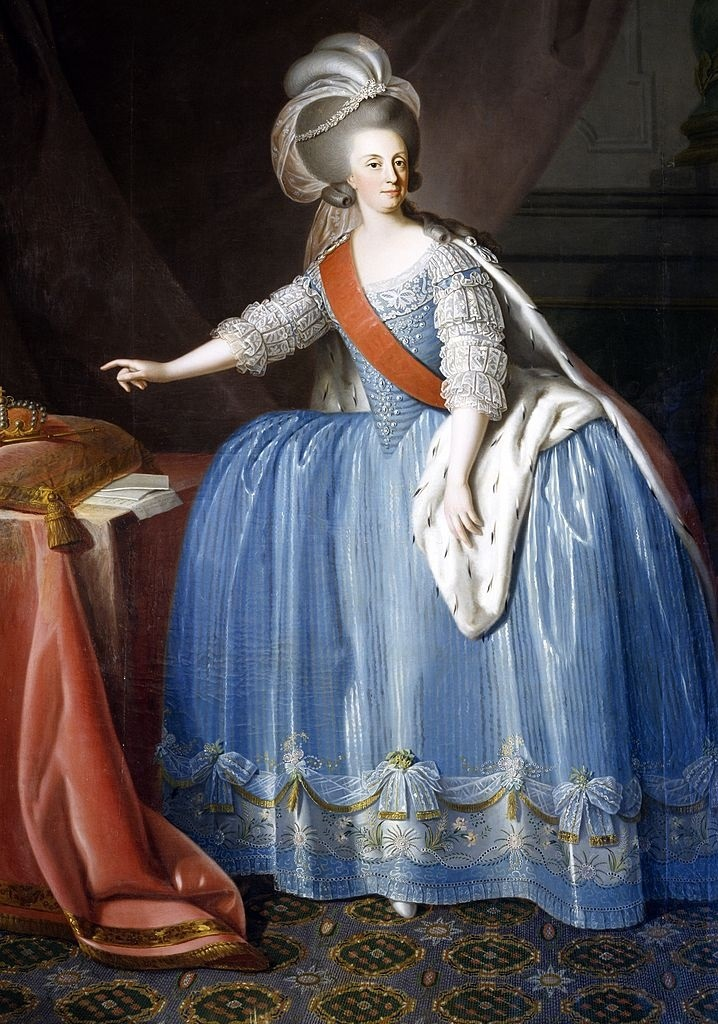
Queen Maria I of Portugal (1734-1816) in an 18th century painting
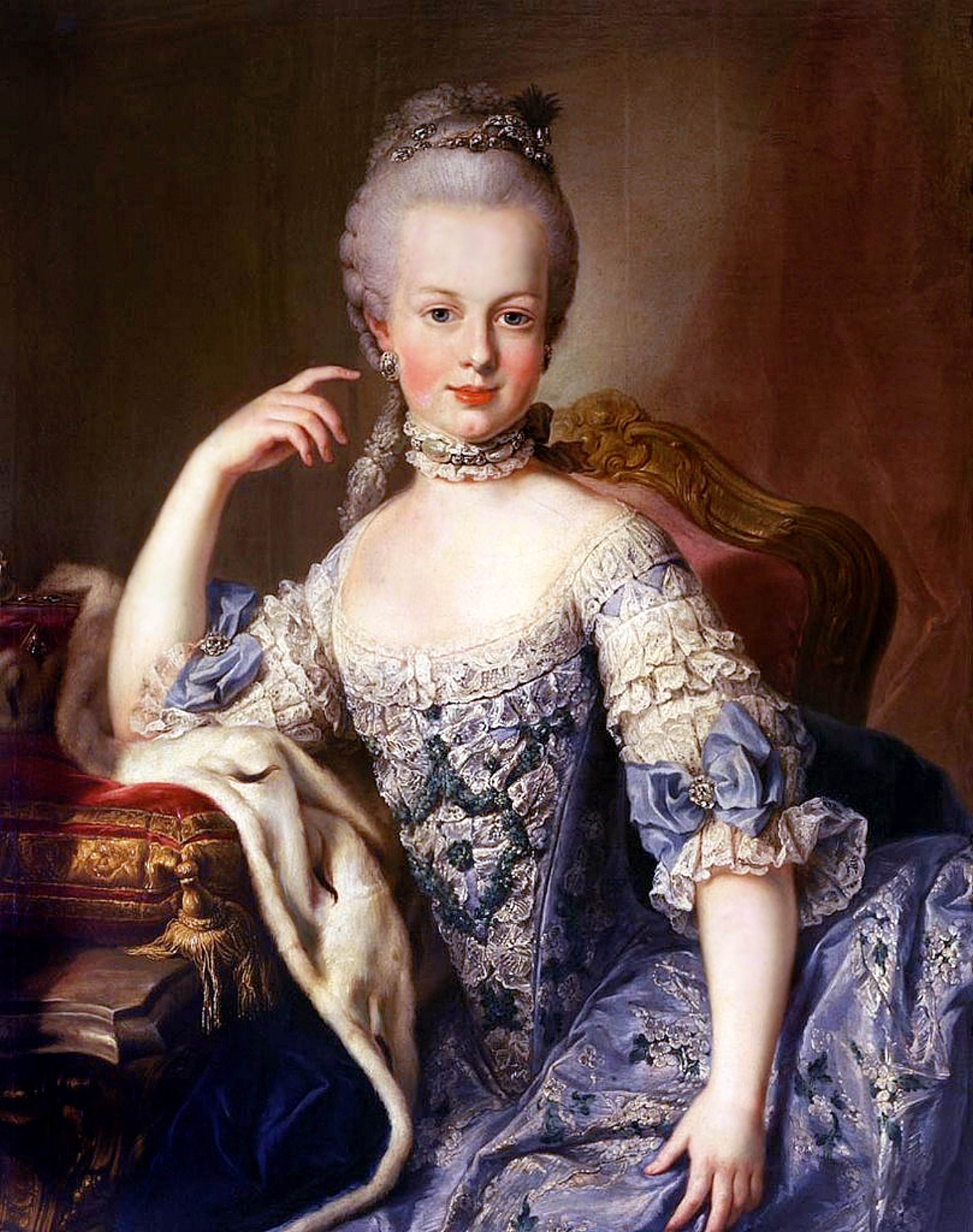
Blått var en av de populäraste färgerna under rokokon och en av Marie Antoinettes favoritfärger.
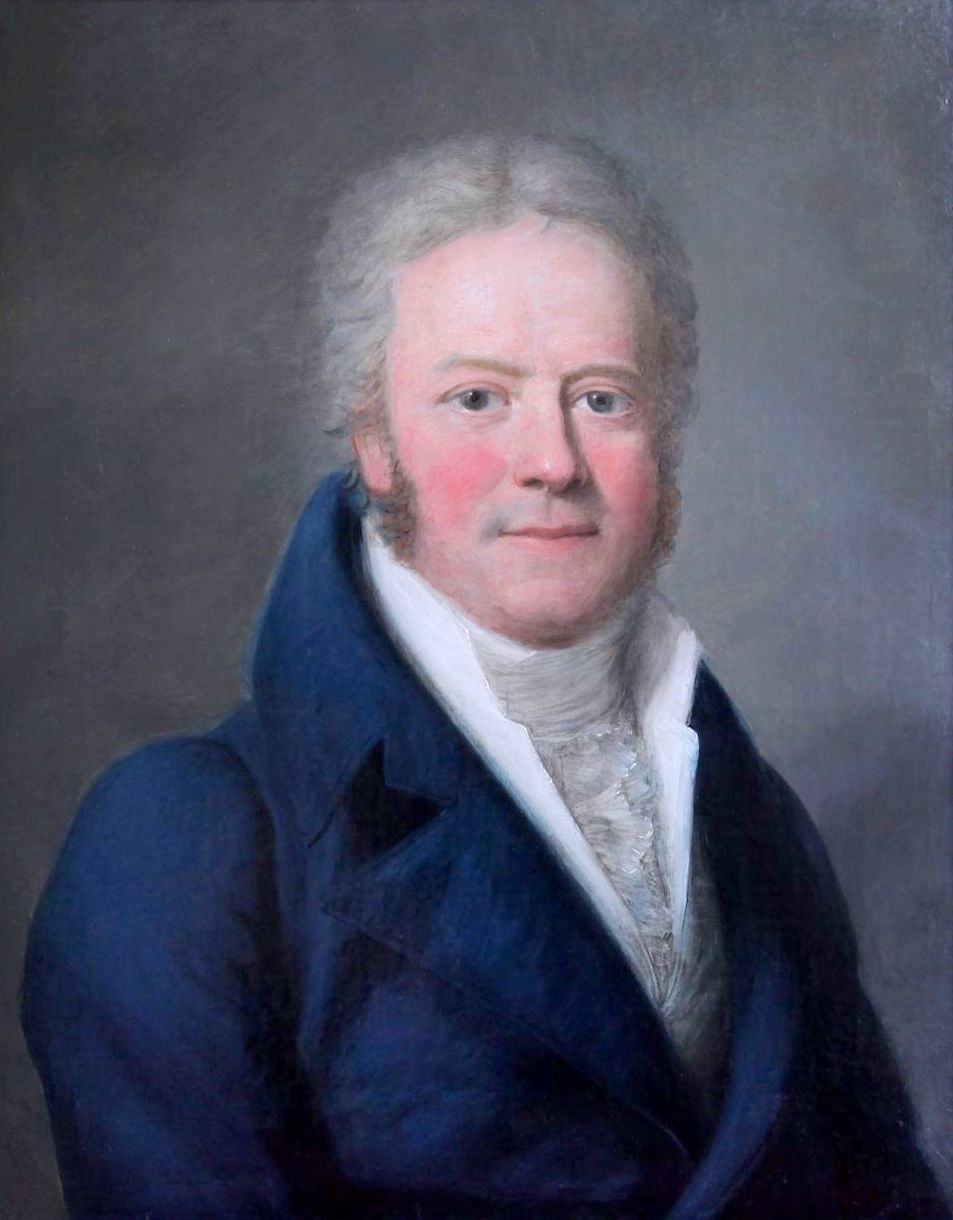
Ignacy Adam Krasicki. Under 1800-talet var blått en av få färger män tilläts bära enligt rådande könsroll.
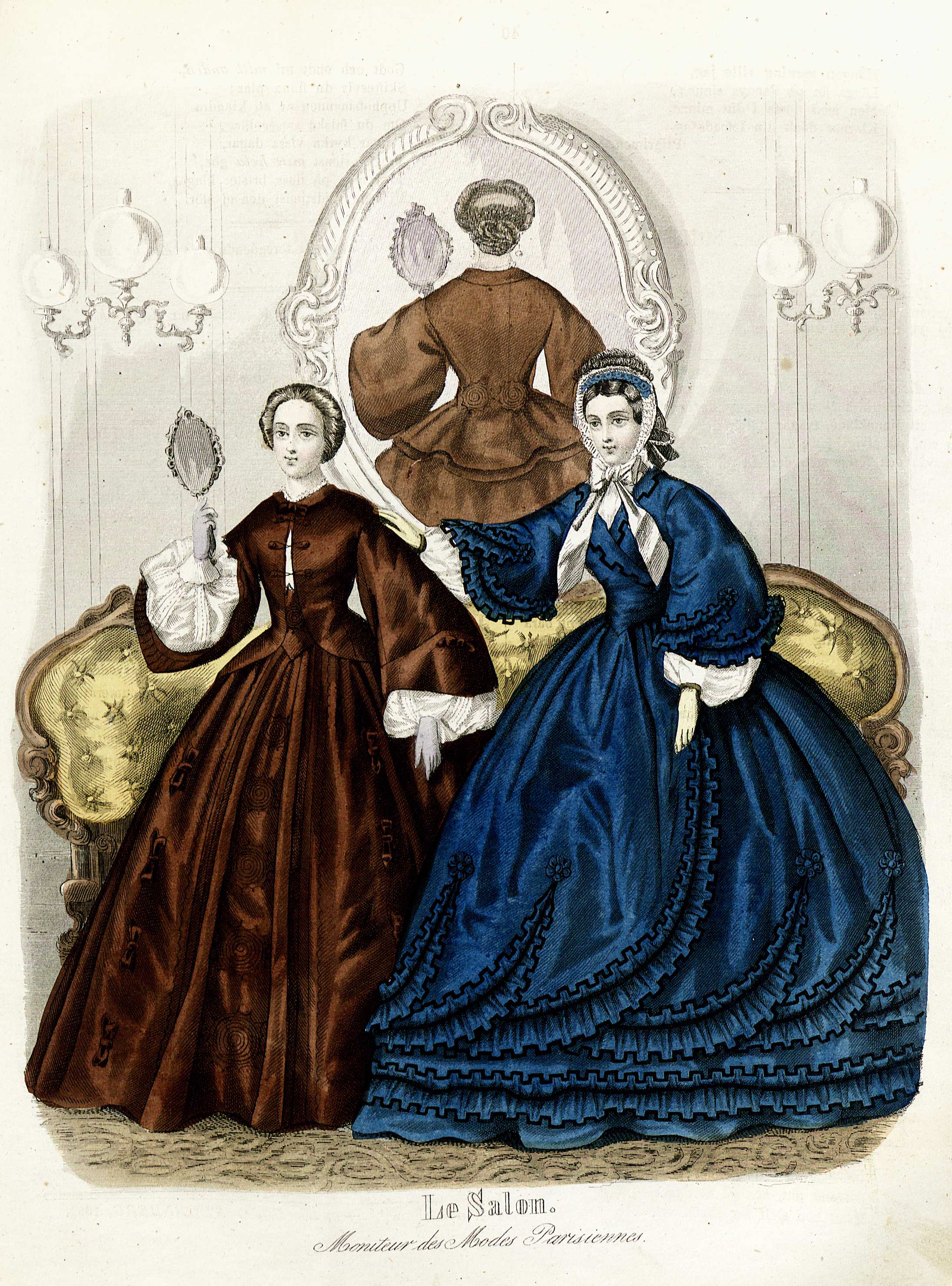
Nyaste journal för damer 1862, illustration nr 5
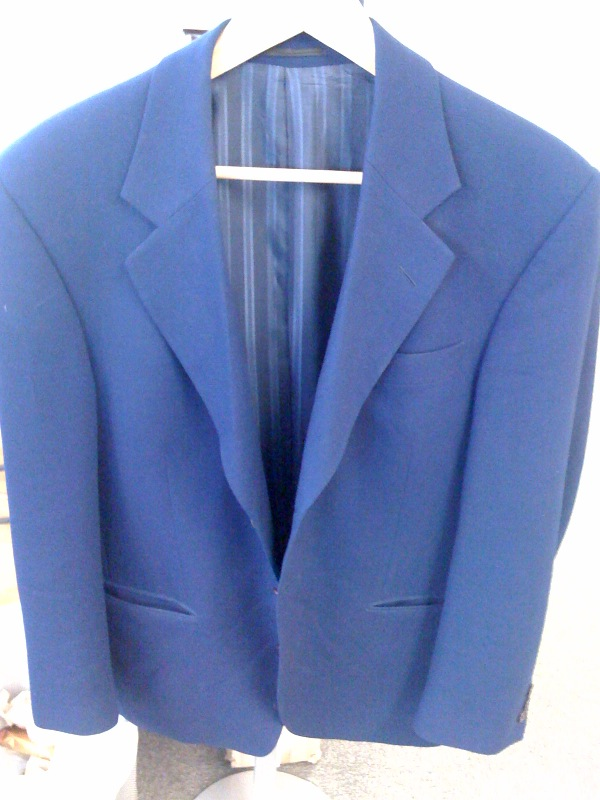
Även i musikens värld förekommer blå, till exempel Lars Berghagens "Blå kavaj".